# توماس والش (كاهن كاثوليكي)
توماس والش (بالإنجليزية: Thomas Walsh)‏ هو كاهن كاثوليكي أمريكي، ولد في 6 ديسمبر 1873، وتوفي في 6 يونيو 1952 في نيوآرك في الولايات المتحدة.